# Zhongzhan
Der Stadtbezirk Zhongzhan (chinesisch 中站区, Pinyin Zhōngzhàn Qū) gehört zum Verwaltungsgebiet der bezirksfreien Stadt Jiaozuo in der chinesischen Provinz Henan. Er hat eine Fläche von 124,5 km² und zählt 107.300 Einwohner (Stand: Ende 2018).

## Administrative Gliederung
Auf Gemeindeebene setzt sich der Stadtbezirk aus zehn Straßenvierteln zusammen. 